# Mahmut Ustaosmanoğlu
Mahmut Ustaosmanoğlu (* 1929 oder 4. August 1931 im Dorf Tavşanlı im Landkreis Of, Türkei; † 23. Juni 2022 in Istanbul) war der religiöse Führer der İsmail-Ağa-Gemeinde in Istanbul, die dem Nakşibendi-Orden angehört. Er wurde auch Mahmut Hoca oder Mahmut Efendi genannt.
Die erste religiöse Ausbildung erhielt Mahmut Ustaosmanoğlu von seinem Vater, dem Dorfimam Ali Efendi. Seine Mutter hieß Fatma. Im Alter von 16 Jahren heiratete er seine Cousine Zehra. Das Paar hat drei Kinder. Mahmut Ustaosmanoğlu lernte Arabisch in Kayseri und leistete seinen Militärdienst zunächst in Bandırma, später in Istanbul. Nach seinem Militärdienst ließ er sich in Istanbul nieder.
Mahmut Ustaosmanoğlu wurde 1954 zum Imam der Hauptmoschee der Gemeinde ernannt, ein Amt, das er bis 1996 ausübte. Er war der Schüler von Ali Haydar Efendi, der 1960 starb und dem er nachfolgte.
Ustaosmanoğlu war Gründer der İsmailağa Cemaati und leitete über Jahrzehnte die gleichnamige Moschee. Er vertrat in seinen Büchern eine Form des Islam, die nah an der sunnitischen Orthodoxie ist, und großen Wert auf persönliche Moral und die Einhaltung der Scharia legt.
Er starb am 23. Juni 2022 in Istanbul/Beykoz.